# Lacey Township
Pour les articles homonymes, voir Lacey.
Lacey Township est une municipalité américaine située dans le comté d'Ocean au New Jersey.
Lors du recensement de 2010, sa population est de 27 644 habitants. La municipalité s'étend sur 98,53 milles carrés (255,19 km2), dont 15,27 milles carrés (39,55 km2) d'étendues d'eau.
La municipalité est créée le 23 mars 1871 à partir des townships de Dover et Union. Elle doit son nom à John Lacey.